# SPF Resource Record
Mit einem SPF Resource Record konnte eine Sender Policy (siehe Sender Policy Framework) für einen DNS-Namen definiert werden. Dieser Resource-Record-Typ wurde jedoch im April 2014 widerrufen, da Sender Policies inzwischen innerhalb von TXT-Records weit verbreitet waren und das zuständige Standardisierungsgremium nicht damit rechnete, dass sich ein dedizierter Resource Record durchsetzen würde. Somit ist TXT der einzig standardkonforme RR-Typ für SPF.
Der dedizierte SPF-Record-Typ wird von einigen SPF-Implementierungen und von BIND ab Version 9.4 unterstützt.

## Aufbau
Nameder zu schützende Domain-Name
TTLgibt an, wie lange der RR im Cache gehalten werden darf
INInternet
SPF (99)
texteine Sender Policy entsprechend der SPF-Spezifikation

## Beispiel
```
example.com. 3600  IN  SPF  "v=spf1 mx -all"
```